# بو فولر
بو فولر (بالإنجليزية: Bo Fowler)‏ هو كاتب بريطاني، ولد في 1971.

## وصلات خارجية
- بو فولر على موقع ميوزك برينز (الإنجليزية)